# لويس الكسندر برتييه
لويس ألكسندر برتييه (20 نوفمبر 1753 - 1 يونيو 1815) ، أمير نوشاتيل وفالانجين وفاجرام، مارشال الإمبراطورية الفرنسية ووزير حرب نابليون بونابرت ورئيس أركان جَيشه. ولد لعائلة عسكرية، وخدم في الجيش الفرنسي ونجا من شبهات النظام الملكي خلال عهد الإرهاب قبل تَقَدُمه السريع في الرتب خلال الحروب الثورية الفرنسية. على الرغم من كونه مؤيدًا رئيسيًا للانقلاب ضد حكومة المديرين الفرنسية والتي أعطت لنابليون السلطة العليا، وكان حاضرًا لأعظم انتصاراته، عارض بيرتييه بشدة الامتداد التدريجي لخطوط الاتصال خلال الحملة الروسية. سُمح له بالتقاعد من قبل حُكم ال بوربون المُستعاد، وتوفي لأسباب غير طبيعية قبل وقت قصير من معركة واترلو. لا تزال سمعة برتييه كمنظم عَسكري قوية بين المؤرخين.

## سيرة ذاتية
وُلِد برتييه في 20 نوفمبر 1753 في فرساي  إلى المقدم جان بابتيست برتييه، وهو ضابط في فيلق المهندسين الطوبوغرافيين، وزوجته الأولى ماري فرانسواز دي لا سير. كان الابن الأكبر لخمسة أطفال، وكان إخوته الثلاثة يخدمون أيضًا في الجيش الفرنسي، وأصبح اثنان منهم جنرالات خلال الحروب النابليونية. 

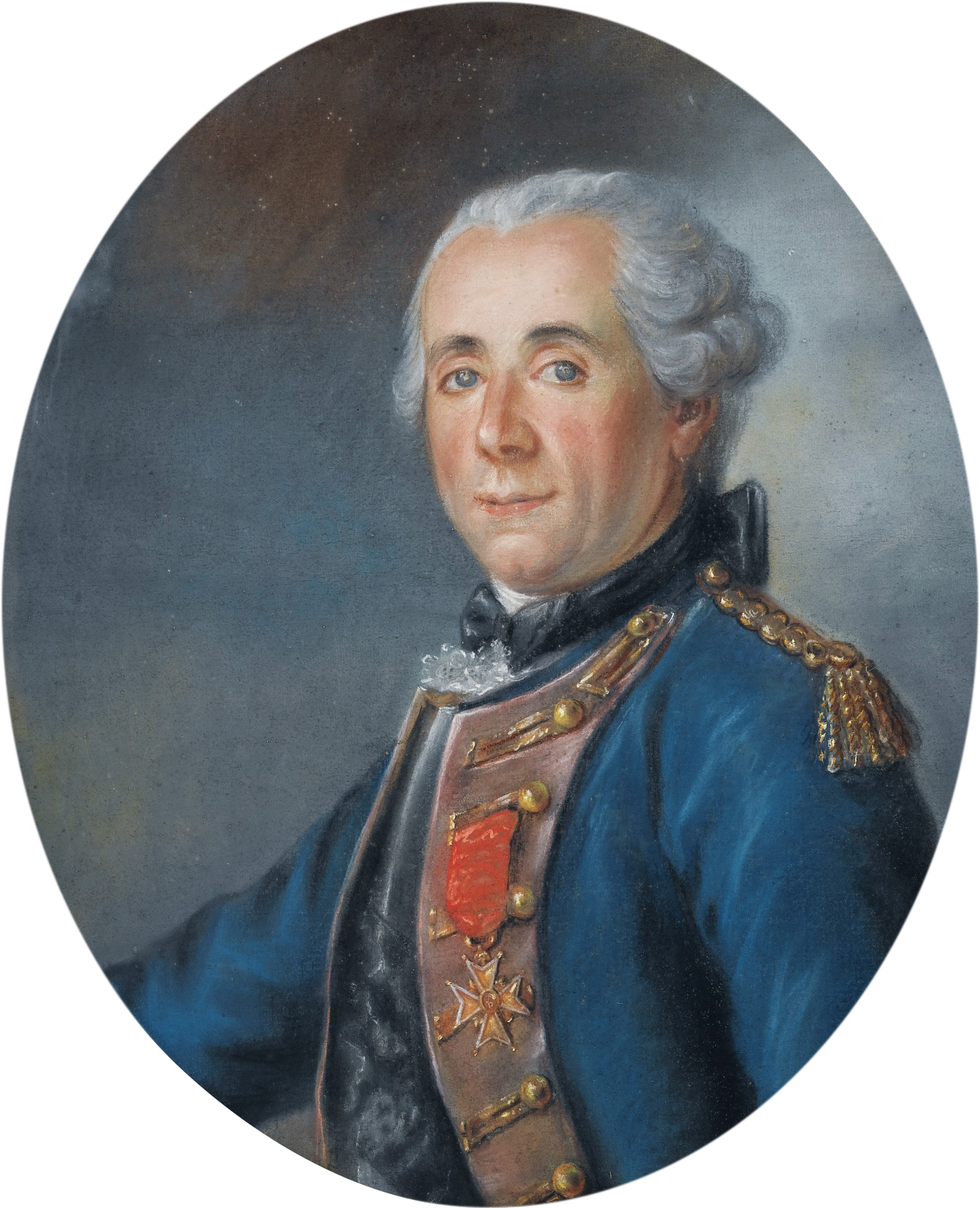
والد برتييه جان بابتيست برتييه.
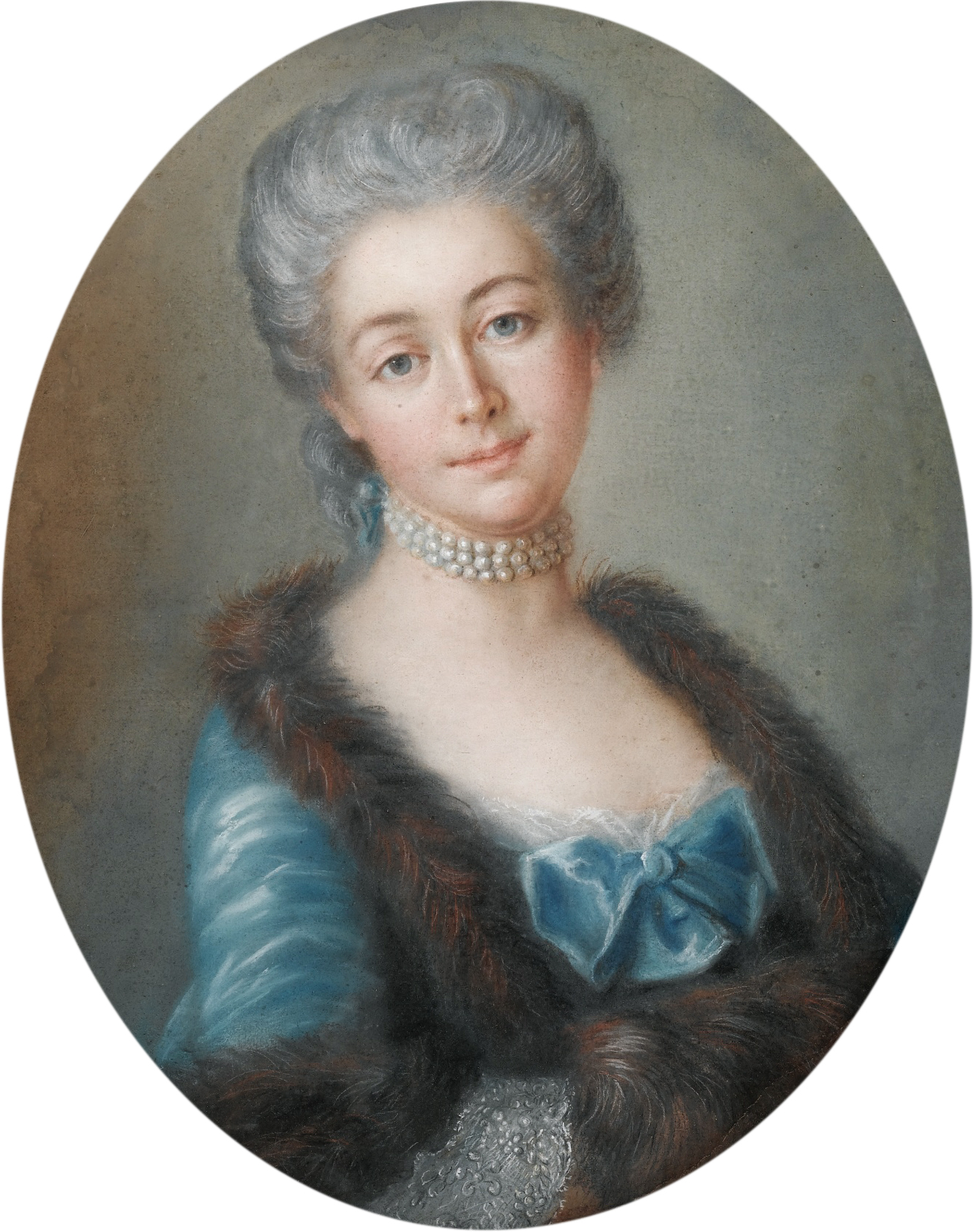
والد برتييه ماري دي لا سير.

## المهنة العَسكرية
عندما كان طفلاً، تلقى برتييه تعليمات في الفن العسكري من قبل والده، والذي كان ضابطاً في فيلق المهندسين. في سن السابعة عشر، التحق بالجيش، وخدم على التوالي في هيئة الأركان والمهندسين وفوج أمير لاماند الملكي التابع لأمير لامند. في عام 1780 ، ذهب برتييه إلى أمريكا الشمالية مع الجنرال روشامبو ، وعند عودته، بعد أن وصل إلى رتبة عقيد، عمل في مناصب مختلفة وفي مهمة عسكرية إلى بروسيا. أثناء الثورة الفرنسية ، كرئيس أركان الحرس الوطني لفرساي ، قام بحماية عمات لويس السادس عشر من العنف الشعبي، وساعدهم في الهروب عام 1791. 
في عام 1792 ، عُيِّن برتييه في الحال رئيسًا لأركان المارشال نيكولاس لوكنر، وكان له دور بارز في حملة أرغون للجنرالات دوموريه وكيليرمان. خدم بمصداقية كبيرة في حرب فونديه من 1793 إلى 1795 ، وفي العام التالي عُيِّن قائدًا عامًا للفرقة ورئيسًا للأركان في الجيش الإيطالي، الذي كان نابليون قد عُيِّن مؤخرًا لقيادته. لعب دورًا مهمًا في معركة ريفولي ، حيث قام بإراحة الجنرال جوبير عندما تَعرض الأخير للهجوم من قبل الجنرال النمساوي جوزيف ألفينزي. إن قوته في العمل والدقة والفهم السريع، بالإضافة إلى خبرته الطويلة والمتنوعة وإتقانه الكامل للتفاصيل، جعلت من برتييه رئيسًا مثاليًا للموظفين. وبهذه الصفة، كان برتييه أكثر مساعدي نابليون قيمةً لبقية حياته المهنية. 
رافق برتييه نابليون طوال حملة عام 1796 ، وترك مسؤولاً عن الجيش بعد معاهدة كامبو فورميو. كان في هذا المنصب عام 1798 عندما دخل إيطاليا، وغزا الفاتيكان ، ونظم الجمهورية الرومانية ، وأسر البابا بيوس السادس. أشرف برتييه على نقل البابا إلى فالنسيا ، حيث توفي بيوس بعد رحلة شاقة. وجهت وفاة البابا ضربة قاصمة للسلطة السياسية للفاتيكان والتي، مع ذلك، لم تثبت أنها سريعة الزوال مثل تلك التي كانت في عهد الإمبراطورية الفرنسية الأولى.
بعد ذلك، انضم برتييه إلى رئيسه في مصر، وخدم هناك حتى عودة نابليون. ساعد في انقلاب 18 برومير (9 نوفمبر 1799) ، وبعد ذلك أصبح وزيرًا للحرب لبعض الوقت. أثناء معركة مارينغو ، كان برتييه القائد الاسمي لجيش الاحتياط، لكن القنصل الأول رافق الجيش وعمل في الواقع، كما هو الحال دائمًا، كرئيس أركان نابليون. 

لئلا يعتقد المرء أن وظيفة برتييه كانت آمنة نسبيًا، ذكر ضابط الأركان المرؤوس المعاصر، بروسييه، أنه في معركة مارينغو:
أعطى الجنرال برتييه أوامره بدقة قائد ماهر، وحافظ في مارينغو على السمعة التي اكتسبها بحق في إيطاليا ومصر بأوامر من بونابرت. وقد أصيب هو نفسه برصاصة في ذراعه. وقتل اثنان من مساعديه، دوتايليس ولا بورد. 

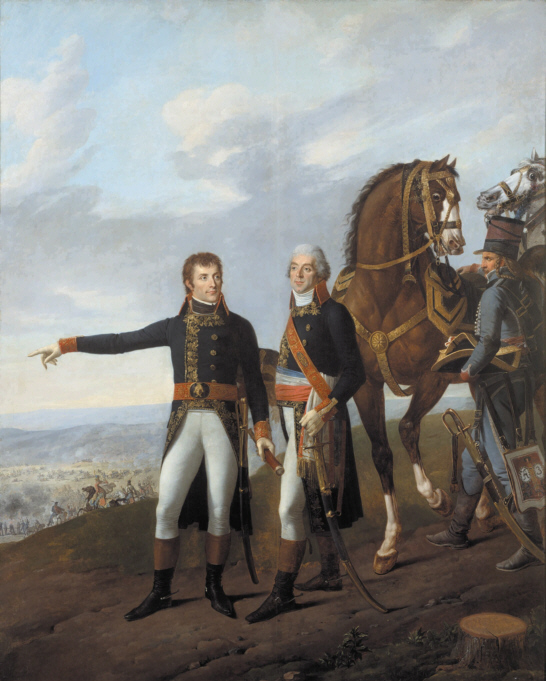
نابليون وبرتييه في مَعركة مارينغو.

في ختام الحملة، كان يعمل في الاحوال المدنية والدبلوماسية.  وشمل ذلك مهمة إلى إسبانيا في أغسطس 1800 ، مما أدى إلى إعادة ولاية لويزيانا إلى فرنسا بموجب معاهدة سان إلديفونسو في 1 أكتوبر 1800 ، وأدى إلى صفقة لويزيانا.
عندما أصبح نابليون إمبراطورًا، كان برتييه في الحال مارشالاً للإمبراطورية. شارك في حملات أوسترليتز وجينا وفريدلاند. عُين دوق فالانجين في عام 1806 ونائبًا لشرطي الإمبراطورية في عام 1807. عندما عزل نابليون ملك بروسيا فريدريك ويليام الثالث من إمارة نوشاتيل ، تم تعيين برتييه حاكمًا لها. استمر هذا حتى عام 1814 وأعطاه أيضًا لقب «الأمير السيادي» في عام 1806.
في عام 1808 ، خدم في حرب شبه الجزيرة ، وفي عام 1809 ، خدم في المسرح النمساوي خلال حرب التحالف الخامس ، وبعد ذلك حصل على لقب أمير فاجرام. كان مع نابليون في روسيا في عام 1812 ، وشارك في مجلس الحرب غير المعتاد للغاية بشأن المضي قدمًا، كونه واحدًا من العديد من الذين نصحوا ضد التقدم إلى موسكو والتي نابليون (شجعه يواكيم مورات كما ألقى الكثير باللوم على وتيرة قتل الخيول في المسيرة إلى روسيا) قرر التَقدم. ويقال إن برتييه قد انفجر في البكاء عند اتخاذ نابليون القرار. خدم في ألمانيا عام 1813 ، وفرنسا عام 1814 ، وأتم حتى سقوط الإمبراطورية الفرنسية ، مهام القائد العام للجيش الكبير.

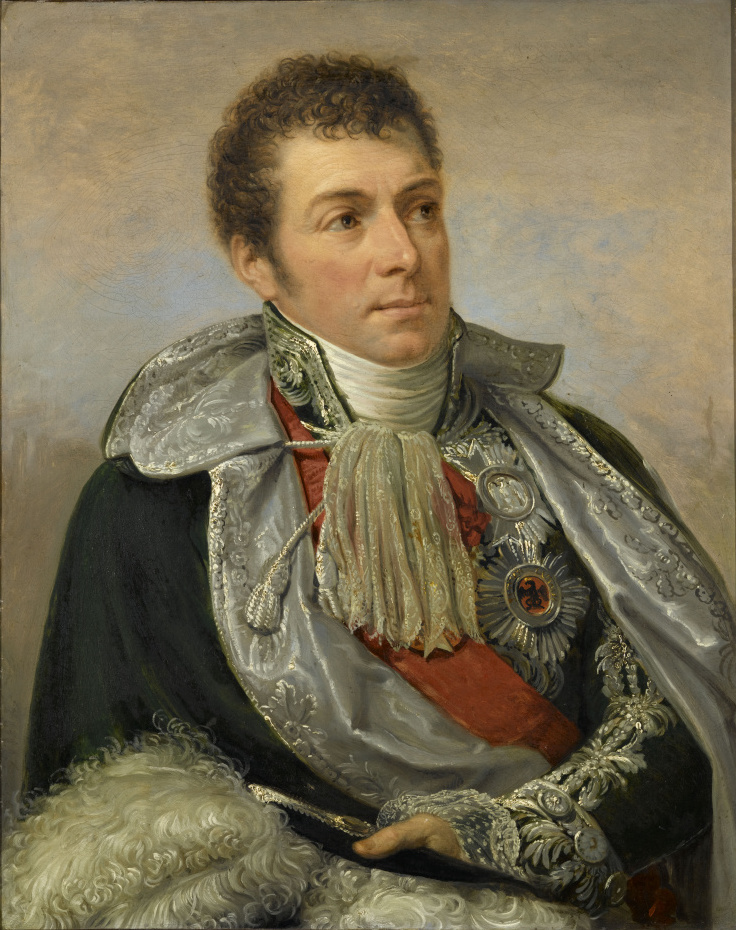
مارشال الإمبراطورية لويس ألكسندر برتييه في زي البلاط الإمبراطوري.

بعد أول تنازل لنابليون عن العرش، تقاعد برتييه إلى 600 فدان، واستأنف هواياته في الصقارة والنحت. عقد السلام مع لويس الثامن عشر في عام 1814 ورافق الملك في دخوله الرسمي إلى باريس. أثناء منفى نابليون القصير في إلبا ، أبلغه برتييه بمشاريعه. كان برتييه في حيرة شديدة من مساره المستقبلي، ولأنه غير راغب في الالتزام بنابليون، وقع تحت شك كل من زعيمه القديم ولويس الثامن عشر.
عند عودة نابليون إلى فرنسا، انسحب برتييه إلى بامبرغ، حيث توفي بعد بضعة أسابيع في 1 يونيو 1815 بسبب السقوط من نافذة في الطابق العلوي. طريقة وفاته غير مؤكدة. وبحسب بعض الروايات، فقد اغتيل على يد أعضاء جمعية سرية، بينما يقول آخرون إنه أصيب بالجنون من مشهد القوات الروسية التي تسير لغزو فرنسا، وألقى بنفسه من نافذته. 

شعر نابليون بشدة بفقدان مهارات برتييه في معركة واترلو ، حيث قال لاحقًا بإيجاز:
لو كان برتييه هناك، لما واجهت هذه المحنة. 

## شخصيته
كان برتييه رئيس أركان ماهر للغاية، لكنه لم يكن قائدًا ميدانيًا عظيمًا. عندما كان في القيادة المؤقتة عام 1809 ، تعرض الجيش الفرنسي في بافاريا لسلسلة من الانتكاسات. على الرغم من حقيقة أن عبقرية نابليون قد طغت على استحقاقه كجنرال، فقد اشتهر برتييه بمهاراته التنظيمية الممتازة وقدرته على فهم وتنفيذ توجيهات الإمبراطور بأدق التفاصيل. قال عنه الجنرال بول تيبولت عام 1796:
لم يكن بإمكان أحد أن يكون أكثر ملاءمة للجنرال بونابرت، الذي أراد رجلاً قادرًا على إعفائه من كل الأعمال التفصيلية، ولفهمه على الفور والتنبؤ بما سيحتاجه. 

## المَراجع
1. 1 2 3 4 5 6 7  Chisholm 1911، صفحة 812.
2. ↑  Watson 1957، صفحة 92
3. 1 2  "Berthier, The Indispensable Marshal". www.napoleon-series.org. مؤرشف من الأصل في 2021-05-15.

Watson، S.J. (1957)، By Command of the Emperor: A Life of Marshal Berthier، London: The Bodley Head